# Radio Free Roscoe
Pour les articles homonymes, voir Roscoe.
Radio Free Roscoe est une série télévisée canadienne en 52 épisodes de 23 minutes, créée par Will McRobb et Douglas McRobb, et diffusée entre le 1er août 2003 et le 27 mai 2005 sur la chaîne Family.
La série a été doublée au Québec et diffusée à partir du 7 juin 2004 sur VRAK.TV, et en France sur France 2, dans l'émission KD2A, puis sur Filles TV.

## Synopsis
Une radio pirate, quoi de plus idéal pour des jeunes qui veulent s'exprimer en toute liberté ! C'est ce que propose la série Radio Free Roscoe en nous présentant des jeunes enflammés qui se servent de leur radio pour changer la société à leur façon. Le problème, toutefois, c'est que le secret leur est imposé par cette radio pirate, or ils doivent récolter les fruits et les honneurs de leur succès en toute humilité. Pas toujours facile ! Cette série raconte entre autres l'histoire de quatre jeunes (Lily, Ray, Robbie et Travis) qui ont créé leur propre radio.

## Distribution
- Al Mukadam (VQ : Martin Watier) : Ray (Raymond) « Pronto » Brennan
- Nathan Stephenson (en) :  Robbie (Robert) « Audiman » McGrath
- Nathan Carter (pl) (VQ : Nicolas Charbonneaux-Collombet) : Travis « Smog » Strong
- Kate Todd (VQ : Karine Vanasse) : Lily (Lillianne) « Electra » Randall
- Hugolin Chevrette (VQ : lui-même) : Mark
- Victoria Nestorowicz (pl) : Parker Haynes
- Garen Boyajian (en) : Ed
- Hamish McEwan (VQ : Tristan Harvey) : Principal Danny Waller
- Genelle Williams (VQ : Michèle Lituac) : Kim Carlisle
- Steve Belford (pl) : River Pierce
- Hill Kourkoutis (en) : Megan
- Ashley Newbrough : Audrey Quinlan
- David Rendall : Ted

 Source et légende : version québécoise (VQ) sur Doublage.qc.ca

## Épisodes

### Première saison (2003-2004)
| #  | Titre francophone Titre original                               | Diffusion originale | Diffusion française |
| -- | -------------------------------------------------------------- | ------------------- | ------------------- |
| 1  | Ondes rebelles The Rower of Radio                              | 31 octobre 2003     | 04/09/2004          |
| 2  | Parlez, vous êtes à l'antenne On the Air                       | 31 octobre 2003     | 11/09/2004          |
| 3  | Histoires de filles About a Girl                               | 1er août 2003       | 18/09/2004          |
| 4  | La Guerre des radios Radio Wars                                | 8 août 2003         | 25/09/2004          |
| 5  | Clark Kent                                                     | 15 août 2003        | 02/10/2004          |
| 6  | Je suis Audiman I am Question Mark                             | 22 août 2003        | 09/10/2004          |
| 7  | Le rose s'impose Political in Pink                             | 29 août 2003        | 16/10/2004          |
| 8  | L'Imposteur The Imposter                                       | 12 septembre 2003   | 23/10/2004          |
| 9  | Une retenue mal venue Detention Redemption                     | 19 septembre 2003   | 30/10/2004          |
| 10 | Quand l'amour fait ses gammes Crush Me                         | 26 septembre 2003   | 06/11/2004          |
| 11 | Mon pote Pronto My Pal Pronto                                  | 3 octobre 2003      | 13/11/2004          |
| 12 | Cougars, Cougars, Cougars Call of the Cougar                   | 10 octobre 2003     | 20/11/2004          |
| 13 | Ray volution Sports Ray-dio                                    | 24 octobre 2003     | 27/11/2004          |
| 14 | Surprise ! Count on Me                                         | 28 novembre 2003    | 11/12/2004          |
| 15 | La Miss des ondes Girl Talk Radio                              | 5 décembre 2003     | 18/12/2004          |
| 16 | Pygmalion Pig-malion                                           | 12 décembre 2003    | 01/01/2005          |
| 17 | Les étoiles crient ton nom Written in the Stars                | 19 décembre 2003    | 08/01/2005          |
| 18 | Larguer ou être largué How to Lose a Girl                      | 19 décembre 2003    | 15/01/2005          |
| 19 | Ouvrez grand vos oreilles This Just in                         | 9 janvier 2004      | 22/01/2005          |
| 20 | Commérages Gossip                                              | 16 janvier 2004     | 29/01/2005          |
| 21 | Petits vélos entre amis Zen and the Art of Bicycle Maintenance | 22 janvier 2004     | 05/02/2005          |
| 22 | La révolte des boxers The Boxer                                | 30 janvier 2004     | 12/02/2005          |
| 23 | Le Rebelle The Bad Boy                                         | 5 mars 2004         | 19/02/2005          |
| 24 | Plus qu'un single More Than a Single                           | 12 mars 2004        | 26/02/2005          |
| 25 | La cruelle vérité The Awful Truth                              | 19 mars 2004        | 05/03/2005          |
| 26 | Tout ou rien All or Nothing                                    | 26 mars 2004        | 12/03/2005          |

### Deuxième saison (2004-2005)
| #  | №  | Titre francophone Titre original                                               | Diffusion originale | Diffusion française |
| -- | -- | ------------------------------------------------------------------------------ | ------------------- | ------------------- |
| 1  | 27 | On a rien sans rien You Choose, You Lose                                       | 27 août 2004        | 19/03/2005          |
| 2  | 28 | L'amitié fait ses classes A Class, a Grade, a Lifetime                         | 27 août 2004        | 26/03/2005          |
| 3  | 29 | Un pas en arrière, deux pas en avant One Step Forward, Two Steps Back          | 3 septembre 2004    | 02/04/2005          |
| 4  | 30 | Une main de velours dans un gant de fer These Bossy Boots are Made for Walking | 10 septembre 2004   | 09/04/2005          |
| 5  | 31 | Rêves et imposture Scheming and Dreaming                                       | 17 septembre 2004   | 16/04/2005          |
| 6  | 32 | Action ou vérité Lie vs Lie                                                    | 24 septembre 2004   | 23/04/2005          |
| 7  | 33 | Zizanie dans le Zen Bridget Over Troubled Water                                | 1er octobre 2004    | 30/04/2005          |
| 8  | 34 | Cupidon I'm with Cupid                                                         | 8 octobre 2004      | 07/05/2005          |
| 9  | 35 | Il y a de l'amour dans l'air You've got E-Mail                                 | 15 octobre 2004     | 14/05/2005          |
| 10 | 36 | Quand River trippe, Roscoe s'éclate River Deep, Roscoe High                    | 22 octobre 2004     | 21/05/2005          |
| 11 | 37 | Lili et Juliette Lil' and Grace                                                | 26 novembre 2004    | 28/05/2005          |
| 12 | 38 | Papa chéri Daddy Dearest                                                       | 3 décembre 2004     | 04/06/2005          |
| 13 | 39 | Déclarations manquées There Will Be No Encore Tonight                          | 10 décembre 2004    | 11/06/2005          |
| 14 | 40 | Le Club des cœurs brisés Unbreak my Heart                                      | 25 février 2005     | 18/06/2005          |
| 15 | 41 | Roscoe restera toujours Roscoe We'll Always Have Roscoe                        | 4 mars 2005         | 25/06/2005          |
| 16 | 42 | Influences musicales Musical Influences                                        | 11 mars 2005        | 02/07/2005          |
| 17 | 43 | Petites vengeances entre amis Rah, Rah Revenge                                 | 18 mars 2005        | 09/07/2005          |
| 18 | 44 | Le River de Roscoe On a Wingman and a Prayer                                   | 1er avril 2005      | 16/07/2005          |
| 19 | 45 | La Nuit blanche The All-Nighter                                                | 8 avril 2005        | 23/07/2005          |
| 20 | 46 | Une note F… âcheuse In the Key of F                                            | 15 avril 2005       | 30/07/2005          |
| 21 | 47 | Chacun sa voie Stand Up and Deliver                                            | 22 avril 2005       | 06/08/2005          |
| 22 | 48 | Sous le charme In Charm's Way                                                  | 6 mai 2005          | 13/08/2005          |
| 23 | 49 | Vérité ou conquête Truth or Conquests                                          | 13 mai 2005         | 20/08/2005          |
| 24 | 50 | Nous c'est No Man's Land The Trews About Rock & Roll                           | 20 mai 2005         | 27/08/2005          |
| 25 | 51 | La Danse de la vérité Dance Around the Truth                                   | 27 mai 2005         | 03/09/2005          |
| 26 | 52 | La Dernière Danse The Last Dance                                               | 27 mai 2005         | 10/09/2005          |